# 낚싯대

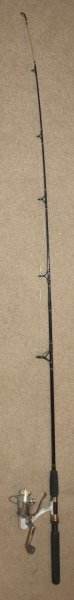
낚싯대

낚싯대는 낚시에 이용되는 탄성이 높은 홀쪽한 막대 모양의 도구이다.

## 개요
장대는 일반적으로 손잡이에서 낚싯대 끝으로 갈수록 조금씩 가늘어지도록 만들어 있으며, 구조·재질·용도 등에 의해서 분류된다. 유연성뿐만 아니라 강한 인장 강도를 가지는 것이 일반적이다.
운반이나 수납에 편리하게, 몇개인가의 장대를 이어 사용하는 이음 낚싯대도 있다. 이음 낚시대는 여러개의 부품으로 구성되어 있으며 조립하여 사용한다. 릴을 달 수 있는 낚싯대에는, 낚시줄을 걸기 위한 가이드가 몇 개 붙어 있다.
이음대로 된 두 간 반짜리로 가볍고 견고한 대가 좋다. 낚싯대는 끝으로 갈수록 가늘어지며 유연성이 좋을수록 큰 물고기를 잡는 데 쓰인다.